# Arnold van Hoorn
Arnold van Hoorn, auch Arnould de Hornes, Arnold von Horn, (* um 1339 oder 1340; † 8. März 1389) war von 1371 bis 1379 Fürstbischof von Utrecht und von 1378 bis 1389 Fürstbischof von Lüttich.

## Herkunft und frühe Jahre
Er stammte aus der Familie der Grafen von Hoorn. Er war Sohn von Wilhelm von Hoorn und seiner zweiten Frau Elisabeth von Kleve. Er trat dem Orden der Franziskaner bei und studierte in Paris unter anderem Rechtswissenschaften. Zu einem nicht bekannten Zeitpunkt wurde er zum Priester geweiht. Er war Domherr in Köln, Lüttich und Utrecht.

## Bischof von Utrecht

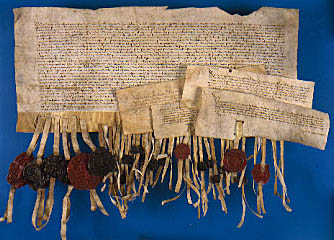
Der Stichtse Landbrief von 1375, Utrecht Archiv

Nach dem Tod des Bischofs von Utrecht Johann V. von Virneburg war die Nachfolge umstritten. Wahlberechtigt waren zu dieser Zeit neben dem Domkapitel noch vier weitere geistige Institutionen. Das Domkapitel versuchte die Wahl zu monopolisieren und wählte den Propst Zweder Uterlo zum Bischof. Die anderen Kapitel schlugen Gregor XI. Arnold van Hoorn vor. Der Papst stimmte zu und weihte ihn. Am 28. September 1371 zog er in Utrecht ein.
Er erwies sich als kriegerischer Landesherr. So mischte er sich in den Geldrischen Erbfolgekrieg ein. Er trat auf die Seite von Mathilde von Blois gegen Wilhelm von Jülich ein. In der Folge wurde das Hochstift Utrecht durch Kriegslasten und die Verheerungen der Kriegsgegner stark belastet.
Im Inneren hat Arnold van Hoorn gut gewirtschaftet und konnte eine Reihe von verpfändeten Besitzungen auslösen.
Allerdings war er gegenüber den Ständen in einer schwachen Position. Zwischen der Stadt Utrecht und dem Hochstift gab es seit längerem Streit um bestimmte Rechte. Arnold van Hoorn kam der Stadt durch den Verzicht auf wichtige Rechte entgegen. Im Jahr 1375 erließ er den im Niederländischen so genannten „Stichtse Landbrief“. Darin wurden die Rechte der drei Stände (die fünf Kapitel, Adel, Städte) des Landtages geregelt. Arnold van Hoorn musste auf das Recht der Steuererhebung und auf den Verkauf der fürstlichen Burgen und Schlösser verzichten. Auch als Lehen sollten die Besitzungen nur an den einheimischen Stiftsadel vergeben werden können. Selbst auf das Recht der eigenmächtigen Kriegsführung verzichtete er.

## Bischof von Lüttich
Nachdem in Lüttich 1378 der dortigen Fürstbischof Jan van Arkel gestorben war, wählte ein Teil des Domkapitels Arnold van Hoorn zum Nachfolger. Ein anderer Teil wählte Eustachius von Rochefort. Während Rochefort von Clemens VII. in Avignon anerkannt wurde, wurde Arnold van Hoorn in Rom von Urban VI. bestätigt.
Auch als Bischof in Lüttich war seine Regierungszeit von kriegerischen Auseinandersetzungen geprägt. Zunächst musste sich Arnold van Hoorn gegen Rochefort durchsetzen. Dieser wurde unter anderem unterstützt von Friedrich III. von Saarwerden, Erzbischof von Köln, und vom Herzogtum Brabant. Nach seinem Einzug in Lüttich verhielt er sich zunächst abwartend. Er erklärte zunächst nur Statthalter sein zu wollen. So konnte er Bischof in Utrecht bleiben. Rochefort begann mit Gewalttätigkeiten gegen Anhänger van Hoorns und auch die Brabanter drangen in das Land ein und zerstörten eine Reihe von Dörfer. Insbesondere der Krieg gegen Brabant nahm ungewöhnlich erbitterte Züge an. Gefangene wurden nicht gegen Lösegeld freigelassen, sondern getötet. Für Arnold von Vorteil war, dass der Kölner Erzbischof und der Graf von Jülich aus der gegnerischen Koalition ausscherten. Dadurch konnte sich das Hochstift Lüttich ganz auf den Kampf gegen Brabant konzentrieren. Es kam zu einer Gegenoffensive, wobei die Lütticher ihrerseits das Gebiet von Brabant verwüsteten. Durch die Vermittlung durch Ludwig II. von Flandern wurde Friede geschlossen. Daraufhin musste Rochefort seinen Anspruch aufgeben und zog sich nach Avignon zurück. Im Jahr 1383 bemühte sich der Bischof vergeblich darum Streit zwischen dem Grafen von Flandern und Richard II. von England zu schlichten.
In der Folge kam es 1380 zu einem gescheiterten Versuch, die zum Stift gehörige Burg Bouillon zu erobern. Ein Jahr später unterstützte Arnold van Hoorn die Bürger von Gent gegen den Grafen von Flandern. Im Jahr 1382 kam es zu einer vergeblichem Verschwörung von Anhängern von Clemens VII. in der Lütticher Geistlichkeit gegen Arnold van Hoorn.
In Lüttich setzten die Bürger das Recht durch, ihren Magistrat frei zu wählen. Bis dahin wurde dieses von einer Gruppe Adelsfamilien behauptet.
Das Angebot der Erhebung zum Kardinal 1381 oder 1384 lehnte er ab.
Nach seinem Tod wurde er im Zisterzienserkloster Keyserbosch bestattet.